# Беловежа (район Бардеёв)
Беловежа (словац. Beloveža) — село, община в округе Бардеёв, Прешовский край, Словакия. Расположен в северо-восточной части Словакии недалеко от города Бардеёв.
Впервые упоминается в 1355 году.
В селе есть греко-католическая церковь св. Архангела Михаила, построенная в 1778 году в барокко-класицистичном стиле с пятью башнями, через исключительное архитектурное решение занесена в «Список культурных достопримечательностей Словакии». Исторические источники упоминают деревянную церковь уже с конца 15 века.
В селе действует фольклорный ансамбль «Беловежанка», который представляет село на фольклорном фестивале «Маковицкая струна».
С 1974 года здесь происходят «Праздники культуры русинов-украинский», на которых принимают участие фольклорные группы из близких и дальных окрестностей.

## Населення
| Год:                | 1994 | 2004    | 2014    | 2024    |
| ------------------- | ---- | ------- | ------- | ------- |
| Количество человек: | 827  | 797     | 807     | 789     |
| Разница:            |      | −3,62 % | +1,25 % | −2,23 % |

В селе проживает 818 человек.
Национальный состав населения (по данным последней переписи населения — 2001 год):
- словаки — 87,66%
- русины — 10,22%
- украинцы — 1,87%
- чехи — 0,12%

Состав населения по принадлежности к религии состоянию на 2001 год:
- греко-католики — 89,03%
- римо-католики — 8,73%
- православные — 0,12%
- не считают себя верующими или не принадлежат ни к одной вышеупомянутой церкви — 0,75%